# 三室 (さいたま市)
三室（みむろ）は、さいたま市緑区の大字。郵便番号は336-0911。本項では、土地改良事業によって大字三室から成立した大字である宮後（みやうしろ）、新宿（しんじゅく）、大道（だいどう）、三浦（みうら）についても扱う。

## 地理
さいたま市緑区の北西部に位置する。北側で大字大道・大字新宿に、北東側で馬場に、東側で松木に、南東側で大字中尾に、南側で道祖土に、南西側で浦和区大東・木崎に、西側で山崎に、北西側で浦和区三崎に隣接する。東側に複数の飛地があり、北側を馬場に、南西側を松木に、南東側を宮本に挟まれた飛地と、北を大字新宿に、東側を宮本に、西側を馬場に挟まれた飛地とが残っている。地区の全域が市街化区域に指定されている。
旧三室村の中心地で、現在の三室公民館が村役場だった。また、縄文遺跡が複数発掘されており、馬場小室山遺跡が字東宿にある。

### 地価
住宅地の地価は、2021年（令和3年）1月1日の公示地価によれば、大字三室字西宿1356番4の地点で14万4000円/m2となっている。

## 歴史
もとは江戸期より存在した武蔵国足立郡木崎領に属する三室村であり、古くは室町期 - 戦国期より見出せる足立郡のうちの三室郷であった。三室は御室とも書かれた。地名は祠を意味する御室に由来するものと云われている。村は山崎、宿、松ノ木、芝原、馬場の5つの組からなっていて、それぞれに名主がおり、見沼新田に各組の持添新田を所有していた。村の北部に見沼代用水（西縁）が開削された際、1731年（享保16年）に三室河岸と称される河岸場が開設され嘉永6年ごろまで運営されていた。
- 三室村発足時は幕府領、以降変遷なし[5]。なお、検地は1690年（元禄3年）および1731年（享保16年）に実施。
- 天保年間頃、各組の持添新田が三室新田として分村する。幕府領[5]。
- 化政年間頃、村の持添新田が宮本新田として分村する。幕府領[8]。
- 1868年（慶応4年）6月19日 - 武蔵知県事・山田政則（忍藩士）の管轄となる。
- 1869年（明治2年） 
  - 1月13日 - 武蔵知県事・宮原忠英の管轄区域に大宮県を設置。県庁は東京府馬喰町に置かれる。
  - 9月29日 - 県庁が浦和に置かれ浦和県に改称。
- 1871年（明治4年）11月13日 - 第1次府県統合により埼玉県の管轄となる。
- 1873年（明治6年） 馬場東漸寺に仮校舎が建てられて三室学校（現・さいたま市立三室小学校）が開設される[5]。
- 1874年（明治7年）12月28日 - 三室村が宮本新田、三室新田と合併し、新たな三室村が成立[5][7]。
- 1879年（明治12年）3月17日 - 郡区町村編制法により成立した北足立郡に属す。郡役所は浦和宿に設置。
- 1889年（明治22年）4月1日 - 町村制施行に伴い、三室村と道祖土村が合併し[7]、三室村が成立。三室村の大字三室となる。
- 1940年（昭和15年）4月17日 - 三室村・尾間木村が浦和市に編入合併され[7][9]、浦和市の大字となる。
- 1967年（昭和42年）4月17日 - 一部を施行区域に含む宮本土地区画整理事業の事業計画決定が告示される[10]。
- 1971年（昭和46年）
  - 3月23日 - 一部を施行区域に含む芝原土地区画整理事業の都市計画決定が告示される[10]。
  - 11月5日 - 芝原土地区画整理事業の事業計画決定が告示される[10]。
- 1973年（昭和48年）3月10日 – 宮本土地区画整理事業の換地処分が前日に行われた[10]ことに伴い、町名地番変更が行われ、一部から宮本一丁目・二丁目が成立[11]。
- 1977年（昭和52年）12月28日 - 大浦土地改良事業完了に伴い、一部から大字宮後・大字新宿・大字大道・大字三浦が成立。
- 1978年（昭和53年）
  - 6月13日 - 一部を施行区域に含む馬場特定土地区画整理事業および松木特定土地区画整理事業の都市計画決定が告示される[10]。
  - 8月4日 - 馬場特定土地区画整理事業の事業計画決定が告示される[10]。
  - 10月31日 - 松木特定土地区画整理事業の事業計画決定が告示される[10]。
- 1982年（昭和57年）
  - 3月30日 - 一部を施行区域に含む三室西土地区画整理事業の事業計画決定が告示される[10]。
  - 8月1日 – 住居表示実施により、一部から山崎一丁目が成立。
- 1985年（昭和60年）10月26日 - 芝原土地区画整理事業の換地処分が前日に行われた[10]ことに伴い、町名地番変更が行われ、一部から芝原一丁目 - 三丁目が成立。
- 1987年（昭和62年）10月13日 - 一部を施行区域に含む大間木水深特定土地区画整理事業の都市計画決定が告示される[10]。
- 1989年（平成元年）8月29日 - 一部を施行区域に含む山崎農住組合土地区画整理事業の事業計画決定が告示される[10]。
- 1991年（平成3年）4月12日 - 大間木水深特定土地区画整理事業の事業計画決定が告示される[10]。
- 1994年（平成6年）8月20日 - 馬場特定土地区画整理事業の換地処分が前日に行われた[10]ことに伴い、町名地番変更が行われ、一部から馬場一丁目・二丁目が成立。
- 1999年（平成11年）3月6日 - 三室西土地区画整理事業の換地処分が前日に行われた[10]ことに伴い、地番変更が行われ、一部の地番が変更される。
- 2000年（平成12年）10月7日 - 松木特定土地区画整理事業の換地処分が前日に行われた[10]ことに伴い、町名地番変更が行われ、一部から松木一丁目 - 三丁目が成立。
- 2001年（平成13年）5月1日 - 浦和市・大宮市・与野市が合併し、さいたま市が発足。同市の大字となる。
- 2003年（平成15年）4月1日 - さいたま市が政令指定都市に移行し、同市緑区の大字となる。
- 2006年（平成18年）12月5日 - 一部を施行区域に含む三室南宿土地区画整理事業の事業計画決定が告示される[10]。
- 2008年（平成20年）7月19日 - 山崎農住組合土地区画整理事業の換地処分が前日に行われた[10]ことに伴い、地番変更が行われ[12]、一部の地番が変更される[13]。
- 2011年（平成23年）4月 - 大字三室1301番地に所在していた埼玉県立総合教育センターが行田市に移転。跡地利用は未定。
- 2013年（平成25年）9月21日 - 三室南宿土地区画整理事業の換地処分が前日に行われた[10]ことに伴い、町名地番変更が行われ[14]、一部の地番が変更されるとともに、一部が松木一丁目に編入される[15]。
- 2015年（平成27年）12月22日 - 都市計画道路山崎三室線のうち、地内の北宿通りから馬場一丁目地内の整備済み区間までの282 mが開通する[16][17]。
- 2019年（平成31年）3月2日 - 大間木水深特定土地区画整理事業の換地処分が前日に行われた[10]ことに伴い、施行区域とその周辺で町名地番変更が行われ[18]、大字大間木および大字三室の各一部から大間木三丁目が成立[19][20]。また、一部が芝原一丁目に編入される[21]。

## 世帯数と人口
2017年（平成29年）9月1日時点の世帯数と人口は以下の通りである。
| 大字     | 世帯数    | 人口     |
| -------- | --------- | -------- |
| 大字三室 | 6,742世帯 | 16,543人 |

## 小・中学校の学区
市立小・中学校に通う場合、学区（校区）は以下の通りとなる。
| 区域                                                                     | 小学校                 | 中学校                 |
| ------------------------------------------------------------------------ | ---------------------- | ---------------------- |
| 8 - 94番地、180 - 534番地 1106 - 1207番地                                | さいたま市立大東小学校 |                        |
| 1837番地、1844 - 1858番地 2710 - 2713番地 2802～2811番地 3026 - 3056番地 | さいたま市立芝原小学校 |                        |
| 上記以外（小学校）                                                       | さいたま市立三室小学校 |                        |
| 1211番地・1212番地 1224番地、1228 - 1260番地 1261番地2以降（枝番のみ）   |                        | さいたま市立木崎中学校 |
| 上記以外（中学校）                                                       | さいたま市立三室中学校 |                        |

## 交通

### 鉄道
地区内に鉄道は敷設されていない。

### 道路
- 埼玉県道1号さいたま川口線（第二産業道路）
- 埼玉県道65号さいたま幸手線
- 山崎三室線
- 元町三室線
- 松木南宿線
- 北宿通り

### バス
東武バスウエストや国際興業バスの路線バスが運行されている。北浦和駅・浦和駅・東浦和駅とさいたま市立病院を結ぶ路線や、北浦和駅・さいたま新都心駅と東新井団地・岩槻駅方面を結ぶ路線などが通る。

## 地域

### 寺社・史跡
- 文殊寺
- 報恩寺
- 大古里遺跡
- 大古里南遺跡
- 北宿遺跡
- 三室北宿西遺跡

### 公園・緑地
- 西宿公園
- 三葉公園
- 三室保存緑地
- 大古里公園
- 北宿南公園
- 原前公園

### 施設
- さいたま市立病院
- さいたま市立高等看護学院
- 浦和東警察署三室交番
- 三室郵便局
- 三室公民館
- 大古里公民館
- さいたま市立三室小学校
- さいたま市立さくら草特別支援学校
- 山崎市民の窓口
- 久美学園
- 三室保育園
- ふるさと幼稚園
- 百合ヶ丘幼稚園
- さいたま市立浦和博物館 - 鳳翔閣を復元。
- 老人福祉センター和楽荘
- JAさいたま三室支局

## 土地改良事業によって大字三室から分離した地区
この周辺の見沼田んぼは古くから大字三室の持添新田となっていたが、大浦土地改良事業（大宮と浦和の頭文字をとった）によって田んぼから畑に転換された。浦和区大字三崎や見沼区大字見山もそのひとつ。

### 宮後
宮後（みやうしろ）は、さいたま市緑区の大字。大字三室の北東部で、中央部を芝川が流れ、南側に見沼代用水西縁が流れる。人口は0人（2014年6月時点）。郵便番号は336-0914。
- 1979年（昭和54年）3月31日 - 大浦土地改良事業完了に伴い、大字三室の一部から成立[24]。氷川神社の後ということから宮後という小字があった。神社の南には宮前という小字もあった。

### 新宿
新宿（しんじゅく）は、さいたま市緑区の大字。大字三室の北西側、馬場と大字見山の間に位置する。人口は0人（2014年6月時点）。郵便番号は336-0913。
- 1979年（昭和54年）3月31日 - 大浦土地改良事業完了に伴い、大字三室の一部から成立[24]。三室の組名であった宿を由来とする。

### 大道
大道（だいどう）は、さいたま市緑区の大字。大字三室と大字三浦の間に位置する。人口は0人（2014年6月時点）。郵便番号は336-0905。
- 1979年（昭和54年）3月31日 - 大浦土地改良事業完了に伴い、大字三室の一部から成立[24]。付近の小字大道西、大道東などから。

### 三浦
三浦（みうら）は、さいたま市緑区の大字。大字三室の北西側、芝川より北側に位置する。人口は0人（2014年6月時点）。郵便番号は336-0906。
- 1977年（昭和52年）12月28日 - 大浦土地改良事業完了に伴い、大字三室の一部から成立[11]。三室と浦和の頭文字を由来とする。